# Zachodniopomorskie Targi Wystawiennicze
Zachodniopomorskie Targi Wystawiennicze impreza corocznie organizowana w  Złocieńcu od 1999 roku. Głównym celem jest promocja małych i średnich firm regionu województwa zachodniopomorskiego. Rozdawane są medale "Zajączka Złocieniaszka" przyznawane za promowane produkty
Podczas XI Zachodniopomorskich Targach Wystawienniczych w Złocieńcu udział wzięło 64 wystawców. Zwycięzcami zostali m.in.: 
- Spółka Gawex Media za profesjonalnie zorganizowane stoisko,
- Edward Hengier, producent mebli kuchennych.
- Romana Beńko, producent altan ogrodowych.
- PKS Oddział w Złocieńcu, Spółka Aqua Pol z Kołobrzegu, Military Komandos z Piły nagroda za wystrój stoisk